# Buonviso Buonvisi
Buonviso Buonvisi, noto anche come Bonviso Bonvisi (Lucca, 7 luglio 1551 – Bari, 1º settembre 1603), è stato un cardinale e arcivescovo cattolico italiano.

## Biografia
Di famiglia patrizia lucchese, Buonviso Buonvisi nacque a Lucca nel 1551.
Studiò le facoltà legali e si recò a Roma, ove divenne chierico di Camera.
Inviato in Ungheria in qualità di commissario generale dell'esercito pontificio, al suo ritorno fu nominato cardinale diacono dei Santi Vito, Modesto e Crescenzia da papa Clemente VIII nel 1598 e, successivamente, arcivescovo di Bari e Canosa.
Morì a Bari nel 1603 all'età di 52 anni.

## Genealogia episcopale
La genealogia episcopale è:
- Cardinale Guillaume d'Estouteville, O.S.B.Clun.
- Papa Sisto IV
- Papa Giulio II
- Cardinale Raffaele Sansone Riario
- Papa Leone X
- Papa Paolo III
- Cardinale Francesco Pisani
- Cardinale Alfonso Gesualdo
- Papa Clemente VIII
- Cardinale Buonviso Buonvisi